# Аніта Брукнер
Аніта Брукнер, CBE (англ. Anita Brookner; 16 липня 1928, Лондон — 10 березня 2016) — англійська письменниця та історик мистецтва. Основною темою творів є втрата та складність уживання з суспільством. Найбільш відома завдяки роману Готель «Біля озера». Твір отримав Букерівську премію у 1984 році. За мотивами роману у 1986 році було створено телевізійний фільм. Його було номіновано на 9 нагород Британської академії телебачення і кіномистецтва, і 3 з них він отримав.